# Западен петнист скункс
Западен петнист скункс (Spilogale gracilis) е вид бозайник от семейство Скунксови (Mephitidae).

## Разпространение и местообитание
Разпространен е в Мексико и САЩ.